# Transports en Île-de-France
Pour un article plus général, voir Île-de-France.

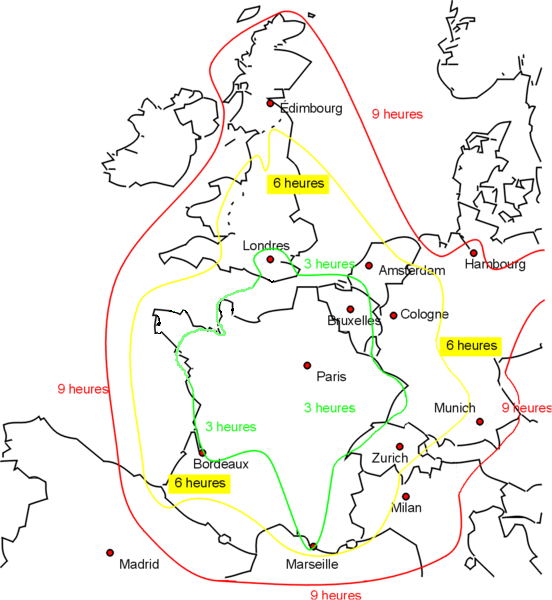
Durée de voyage en train depuis Paris (2007).

Tous les modes de transport sont représentés en Île-de-France, hormis le transport maritime (il existe cependant quelques ports fluviaux en proche banlieue parisienne). Malgré sa position un peu en marge de la banane bleue européenne, l'Île-de-France et en particulier l'agglomération parisienne dispose d'atouts qui contribuent à en faire un pôle essentiel des transports européens : poids économique de la région, position sur des axes de circulation importants entre nord et sud de l'Union, qualité du réseau existant (en particulier du réseau TGV qui désormais la connecte à cinq pays européens), poids de Paris en tant que centre touristique, première ville mondiale pour les congrès…

## Infrastructures

Plan schématique du boulevard périphérique de Paris (en rouge) et des autres autoroutes de la petite couronne.

### Réseau routier
Le réseau routier comporte environ 800 km d'autoroutes en Île-de-France. On distingue une dizaine de radiales : les principales étant l'Autoroute du Soleil (Dijon, Lyon, Marseille), du Nord (Lille), de Normandie (Rouen, Caen, Le Havre), de l'Est (Reims, Metz, Strasbourg), et l'Aquitaine (Nantes, Bordeaux, Rennes) ainsi que des autoroutes concentriques : le périphérique entoure le Paris historique, l'A86, la proche banlieue et la Francilienne en cours de bouclage est située à une dizaine de km plus à l'extérieur.

### Réseau ferroviaire

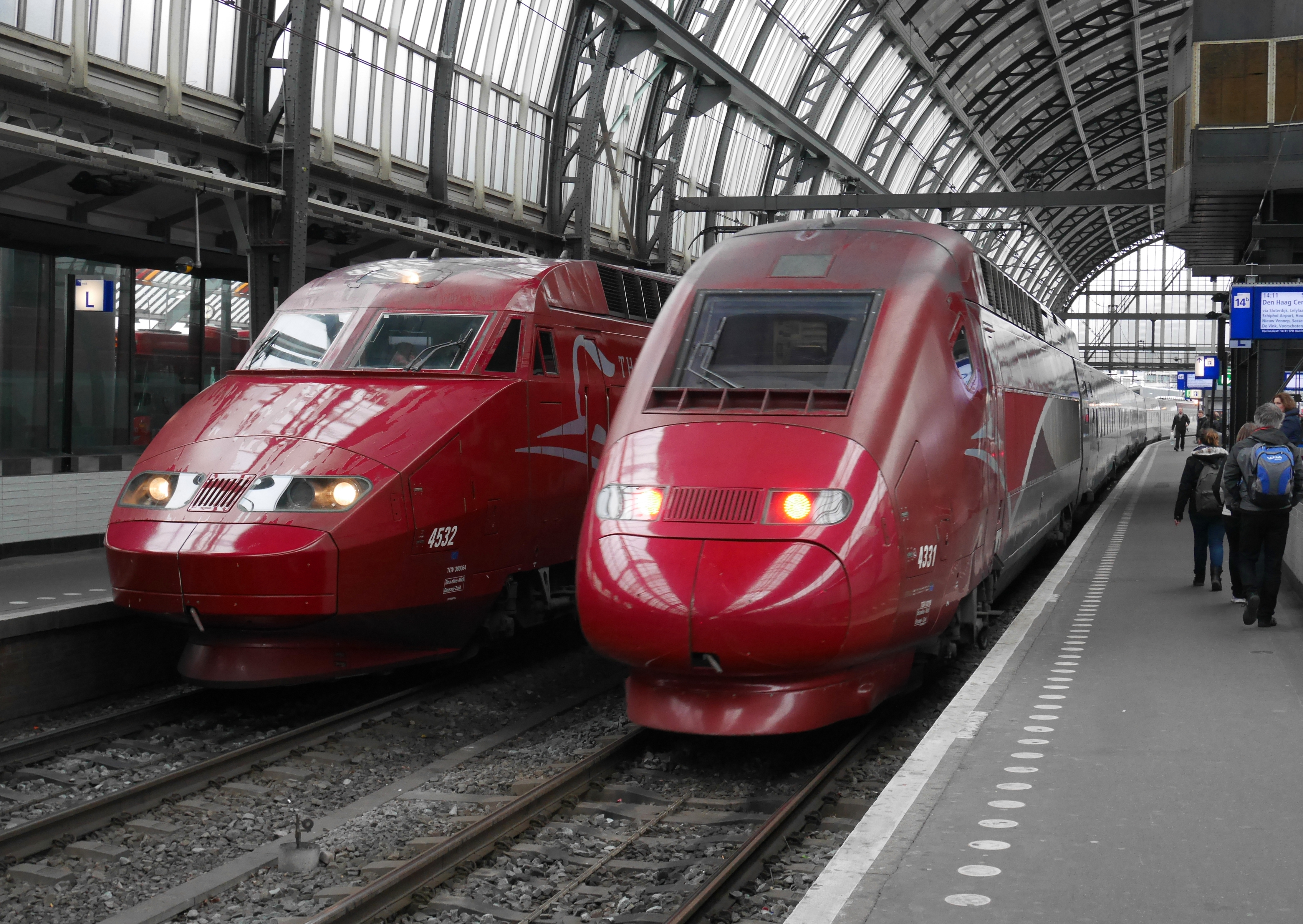
TGV Thalys en gare de Paris-Nord.

Paris dispose de six grandes gares de chemin de fer terminus assurant à la fois un trafic grandes lignes et banlieue. Chaque gare dessert à la fois une portion de la banlieue et est point de départ de grandes lignes vers les autres régions de France et l'étranger. Le réseau ferré de l'agglomération parisienne comporte environ 500 gares et 1 500 km de lignes pratiquement entièrement électrifiées en 25 kV alternatif ou en 1 500 V continu.

### Réseau fluvial
L'Île-de-France dispose d'un réseau de 700 km de voies navigables.

## Mobilité en Île-de-France
Un jour ouvré, on compte environ 23 millions de déplacements mécanisés en Île-de-France (soit 2/3 des déplacements). Plus de la moitié de ceux-ci sont effectués par des véhicules privés (le parc est supérieur à 4 millions de voitures) ou par des véhicules utilitaires. Le solde est assuré par les transports en commun.

### Transport routier
Le trafic routier a connu une forte croissance durant les années 1980, mais cette progression n'a pas été linéaire  et tend à ralentir depuis 1992, en particulier dans la zone agglomérée. Les déplacements routiers demeurent prépondérants, mais les flux tendent à se modifier au fil du temps. Si les axes radiaux et le boulevard périphérique voient leur fréquentation stagner voire diminuer, les axes de rocade voient leur trafic augmenter, provoquant des phénomènes de saturation chroniques, à l'exemple du tronc commun des autoroutes A4 et A86 dans le Val-de-Marne. Cette évolution est en relation avec le développement des emplois, commerces et services en banlieue, alors que l'emploi régresse dans Paris intra-muros, les transports en commun demeurant peu compétitifs pour des déplacements en rocade.
Le taux d'équipement automobile des ménages à Paris était de 36,8 % en 2014, contre une moyenne régionale de 66,7 %. L'usage de l'automobile s'accroît en s'éloignant de Paris. Ainsi, plus de 50 % des résidents de grande couronne se déplacent exclusivement en voiture, contre 9 % à Paris. Les trajets en voitures se font principalement de banlieue à banlieue, pour 70 % des déplacements, tandis que seuls 10 % des flux se font entre Paris et le reste de l'Île-de-France. Si le trafic baisse nettement à Paris, il continue à progresser en périphérie. En 2019, le taux de motorisation des Franciliens s'établit à 66 % avec de fortes disparités : 83 % des habitants de grande couronne disposent d’au moins une voiture, contre 65 % de ceux qui vivent en petite couronne et seulement 34 % à Paris.
Pour les déplacements domicile-travail, le taux d'occupation de l'automobile s'élevant en 2014 seulement à 1,06 occupant à bord favorise la saturation du réseau en zone dense et en frange d’agglomération, ce qui montre le potentiel du covoiturage et des gares autoroutières (pôle multimodal sur voie rapide), comme à Briis-sous-Forges dans l’Essonne.

### Transports en commun
Les transports en commun de l'agglomération parisienne offrent plusieurs modes de transports distincts. La ville de Paris et sa proche banlieue sont accessibles par le métro, un système ferroviaire où les stations sont très proches. Au-delà des limites de la ville, l'Île-de-France est couverte par les RER et les Transiliens, créant un réseau ferroviaire étendu. L'offre est complétée localement par un réseau extensif de lignes de bus et quelques tramways.
Les transports en commun d'Île-de-France sont exploités par plusieurs sociétés suivant les lignes et les modes de transports.
- La RATP, entreprise publique, exploite des modes de transports couvrant Paris et sa proche banlieue (métro, bus, le RER A dans Paris, dans sa partie est et sur la branche de Saint-Germain-en-Laye de sa partie ouest ainsi que le RER B dans Paris et dans sa partie sud).
- La Société nationale des chemins de fer français (SNCF), l'entreprise publique ferroviaire nationale, exploite les trains de banlieue du réseau Transilien (lignes H, J, K, L, N, P, R et U) ainsi que les RER C, D et E en totalité, le RER A sur les branches de Poissy et de Cergy-le-Haut de sa partie ouest ainsi que le RER B dans sa partie nord.
- L'association Optile regroupe près d'une centaine d'entreprises privées exploitant des lignes de bus régulières, essentiellement en moyenne et grande banlieue.

Ces exploitants sont coordonnés par Île-de-France Mobilités (ex-STIF), qui assure également le financement des transports en commun d'Île-de-France.

### Trafic ferroviaire grandes lignes
| Gare                       | Nombre de trains | Nombre de trains | Nombre de trains | Nombre de trains | Nombre de voyageurs | Nombre de voyageurs | Nombre de voyageurs | Nombre de voyageurs |
| Gare                       | Total            | Transilien       | TER Intercités   | TGV              | Total               | Transilien          | TER Intercités      | TGV                 |
| Saint-Lazare               | 1 212            | 91 %             | 9 %              | 0 %              | 359 200             | 87 %                | 13 %                | 0 %                 |
| Gare du Nord               | 786              | 58 %             | 24 %             | 18 %             | 247 000             | 49 %                | 28 %                | 23 %                |
| Montparnasse               | 482              | 55 %             | 14 %             | 31 %             | 149 000             | 45 %                | 16 %                | 39 %                |
| Gare de Lyon               | 301              | 23 %             | 8 %              | 69 %             | 124 000             | 27 %                | 12 %                | 61 %                |
| Gare de l'Est              | 364              | 58 %             | 15 %             | 27 %             | 100 800             | 64 %                | 8 %                 | 28 %                |
| Austerlitz                 | 95               | 0 %              | 100 %            | 0 %              | 26 400              | 0 %                 | 100 %               | 0 %                 |
| Bercy                      | 59               | 0 %              | 100 %            | 0 %              | 13 200              | 0 %                 | 100 %               | 0 %                 |
| Aéroport Charles de Gaulle | 90               | 0 %              | 0 %              | 100 %            | 8 700               | 0 %                 | 0 %                 | 100 %               |
| Marne-la-Vallée - Chessy   | 88               | 0 %              | 0 %              | 100 %            | 5 100               | 0 %                 | 0 %                 | 100 %               |
| Massy TGV                  | 79               | 0 %              | 0 %              | 100 %            | 4 700               | 0 %                 | 0 %                 | 100 %               |

Environ mille trains de grandes lignes quittent chaque jour ouvré les six grandes gares tête de ligne parisiennes. Ceux-ci desservent l'essentiel des villes de France, ainsi que de nombreuses villes d'Europe occidentale, trafic en augmentation avec l'ouverture de lignes à grande vitesse en direction de la Grande-Bretagne, de la Belgique et de l'Allemagne en particulier. La gare de Lyon se place en tête, suivie des gares du Nord et Montparnasse. 
Le développement du TGV a permis la création de liaisons directes entre métropoles de Province, mais passant par le réseau francilien. La réalisation de la LGV Interconnexion Est en 1994 a ainsi permis le net développement des relations entre le Nord et le Sud-Est ou le grand Ouest, mais ces liaisons profitent également à la région par la présence de gares, permettant d'assurer un meilleur remplissage des trains et un allègement de la charge des grandes gares parisiennes, pour l'essentiel au bord de la saturation.
Le trafic grandes lignes (environ 50 millions de passagers en 2004 toutes gares confondues) s'est considérablement développé avec les TGV qui partent de la gare de Lyon, de la gare Montparnasse, de la gare du Nord et depuis 2007 de la gare de Paris-Est.  La gare Saint-Lazare est la première gare pour le nombre de trains en partance (banlieue et grandes lignes) alors que la gare du Nord est la première pour le trafic.

### Vélo
Sur les 23 millions de déplacements mécanisés quotidiens en 2001, la part modale du vélo reste faible représentant 1,31 % du total avec 302 000 déplacements. Si cette part était en nette augmentation à Paris, elle reste stable voire diminue dans les autres départements de la région.
En 2018, la Seine-Saint-Denis compte 132 km d’aménagements cyclables. Les voies le long du canal de l'Ourcq drainent de 800 à 1 000 vélos par jour.

### Deux-roues motorisés
L’Enquête globale transport (EGT) de 2010 décompte 570 000 déplacements réalisés par jour en deux-roues motorisés en Île-de-France, soit une part modale modeste de 1,38 %, plus forte à Paris qu'en petite et surtout qu'en grande couronne. Après avoir chuté de 65 % entre 1976 et 1991, les mobylettes étant supplantées par la voiture, l'usage des deux-roues a connu une progression de 56 % sur la période 1991-2010. Cependant, elle semble par la suite stagner, alors que son usage reste polluant et plus dangereux que les autres modes de transport.

### Transport fluvial
Le transport fluvial de voyageurs demeure globalement marginal dans la région, mais tend à progresser. Si le tourisme fluvial à Paris est particulièrement développé, des croisières fluviales se créent progressivement sur les autres cours d'eau d'Île-de-France, par exemple sur l'Oise, ou sur les canaux. Un nouveau service régulier sur la Seine et la Marne, Voguéo, accessible aux personnes titulaires d'un abonnement de transport, a été inauguré en 2008.

### Transport aérien

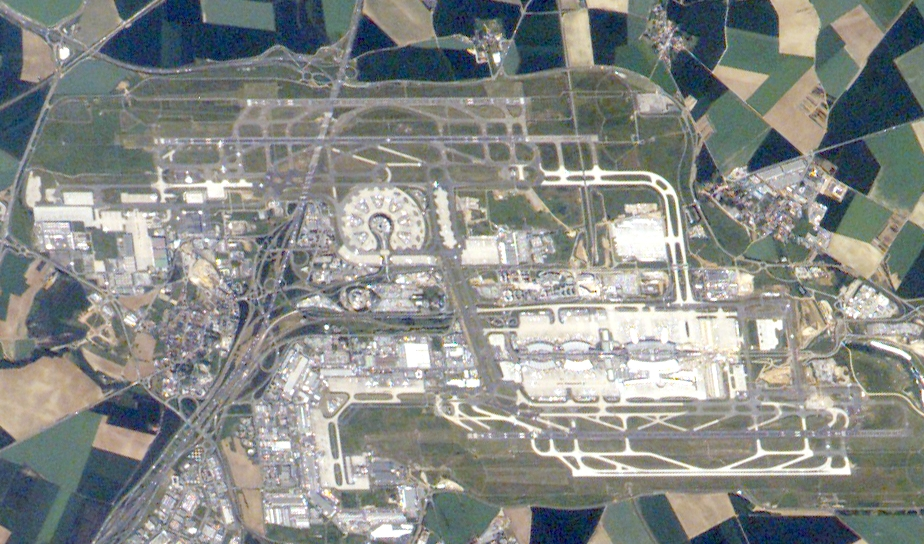
Vue aérienne du complexe aéroportuaire de Paris-Charles de Gaulle.

Paris possède trois aéroports qui ont accueilli en 2013 plus de 90 millions de passagers et 2,17 millions de tonnes de fret. Paris-Le Bourget, historiquement le premier aéroport, trop proche du centre-ville est aujourd'hui réservé à l'aviation d'affaires. Orly créé après la Seconde Guerre mondiale est destiné au trafic intérieur épargné par les TGV et à la desserte de l'Europe du Sud et de l'Afrique du Nord (28,3 millions de passagers). L'aéroport Paris-Charles de Gaulle (62 millions passagers), le plus récent (1974), reçoit aujourd'hui l'essentiel du trafic international et du fret. 
L'aéroport de Beauvais-Tillé (4 millions de passagers en 2013) qui est bien plus éloigné, est utilisé par les compagnies à bas coût desservant Paris.[réf. souhaitée]
L'aéroport de Châlons-Vatry, spécialisé dans le fret aérien et également éloigné de la métropole, reste, malgré une forte croissance de son trafic, un aéroport relativement secondaire.

## Transport de marchandises
En 2006, 296 millions de tonnes de marchandises ont transité en Île-de-France, soit environ 12 % du tonnage total transporté en France, volume en hausse de 2 % par rapport à l'an 2000. Quatre catégories de marchandises représentent à elles seules 90 % du total : les matériaux de construction représentent 101 millions de tonnes soit 40 % du total, suivis par les produits manufacturés et messageries avec 78 millions de tonnes soit 31 %, les produits alimentaires avec 22 millions de tonnes soit 9 % et les produits agricoles avec 21 millions de tonnes soit 8 % du total.
Près de la moitié des marchandises transportées ne quittent pas la région, les courtes distances étant quasi exclusivement assurées par la voie routière. Le rail est privilégié en revanche pour les plus longues distances, la voie navigable étant très concentrée sur les échanges avec la Haute-Normandie, qui représentent près de la moitié du tonnage transporté, en particulier les ports de Rouen et du Havre, assurant essentiellement le transport de matériaux de construction, et, dans une bien moindre mesure, de combustible. La part du transport aérien se monte à 2,2 millions de tonnes, assuré à 88 % par les deux principaux aéroports parisiens. Les marchandises sont majoritairement échangées avec les États-Unis d'Amérique et le Sud-Est asiatique.

### Transport routier
Le transport routier de marchandises domine largement dans la région, avec plus de 200 millions de tonnes transportées par la route en 2008. Les transports ferroviaires ou fluviaux n'en ont assuré que de dix à quinze millions de tonnes chacun la même année. La part modale de la route atteignait alors 89,9 %, contre 5,4 % pour la voie navigable et 4,8 % pour le rail.

### Transport ferroviaire

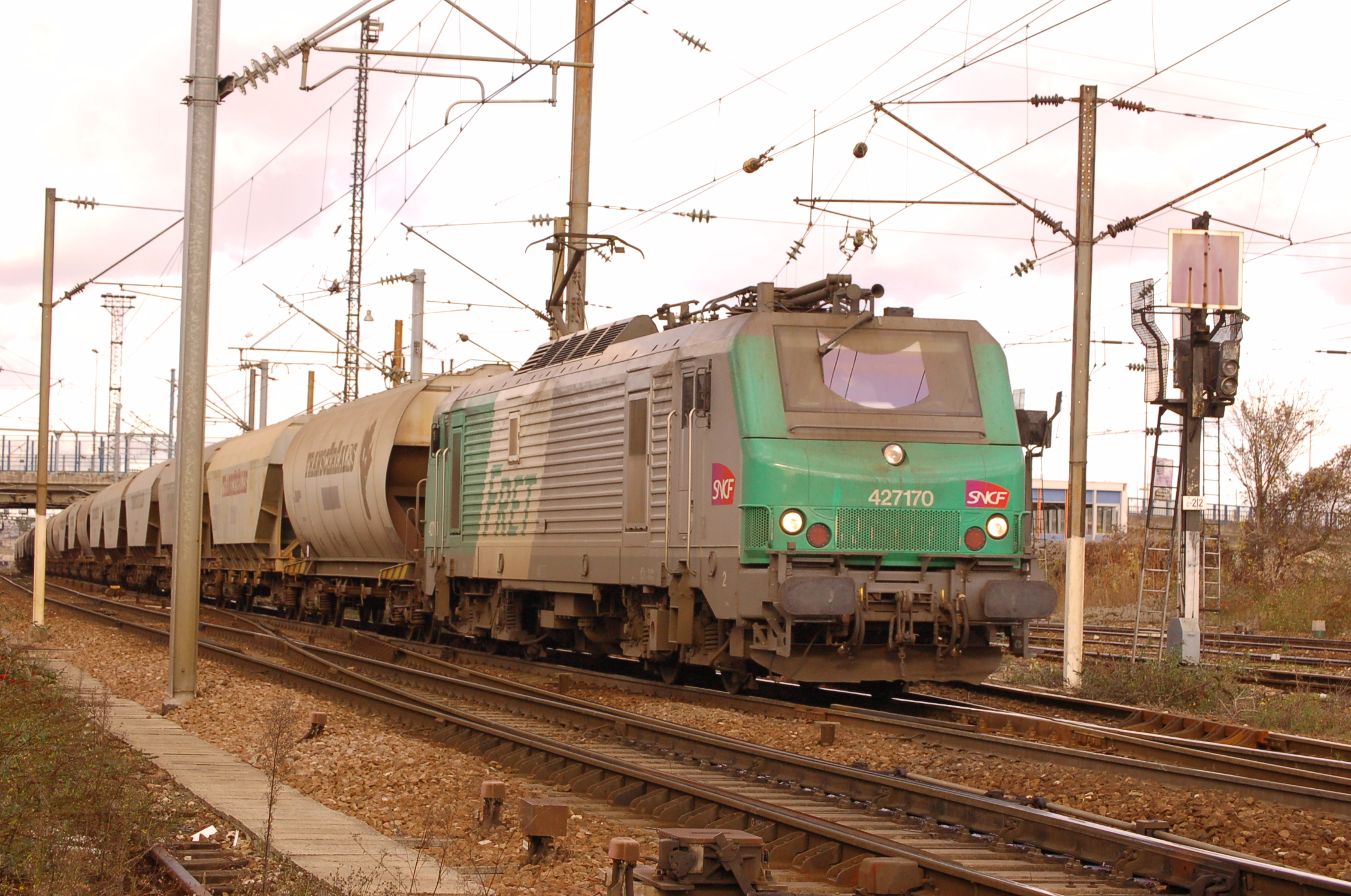
Une BB 27000 tracte un train de céréales à Bobigny, point le plus fréquenté de la ligne de Grande Ceinture.

Durant les années 1990, on compte chaque jour plus de 500 convois de fret sur les lignes ferroviaires régionales, transportant près de 240 000 tonnes de marchandises. Si la dimension de l'agglomération peut expliquer les volumes constatés, c'est avant tout la situation de carrefour de la région qui explique l'importance des flux, majoritairement de transit. Ainsi, le trafic généré par la région elle-même peut être évalué à 50 000 tonnes en moyenne quotidienne, pour 90 000 tonnes de flux inter-régionaux. 
Les principaux flux observables relient le Nord au Sud-Est, où les produits lourds de l'industrie métallurgique dominent, et l'Est à Ouest liant la Lorraine et l'Alsace à la basse-Seine et à la Bretagne. D'autres flux de moindre importance existent, parfois orthogonaux, dont la présence en Île-de-France s'explique pour partie par la médiocrité des liaisons ferroviaires transversales, souvent mal équipées.
Si les axes radiaux Paris – Lille, Paris – Bruxelles, Paris – Bordeaux et Paris – Le Havre sont les plus fréquentés, c'est la ligne de Grande Ceinture, particulièrement à l'Est de Paris, qui détient le record national pour le trafic fret.
Le transport ferroviaire de marchandises demeure relativement stable. La part des marchandises importées dans la région représente environ le double en volume des marchandises exportées, ce qui s'explique par les besoins d'une importante population et la quasi-absence d'exportation de matières premières ou de produits énergétiques ; la part du trafic interne reste très faible.
Le transport combiné, après une hausse jusqu'en 2001, est désormais en recul. Il dépassait trois millions de tonnes en 2008.

### Transport fluvial

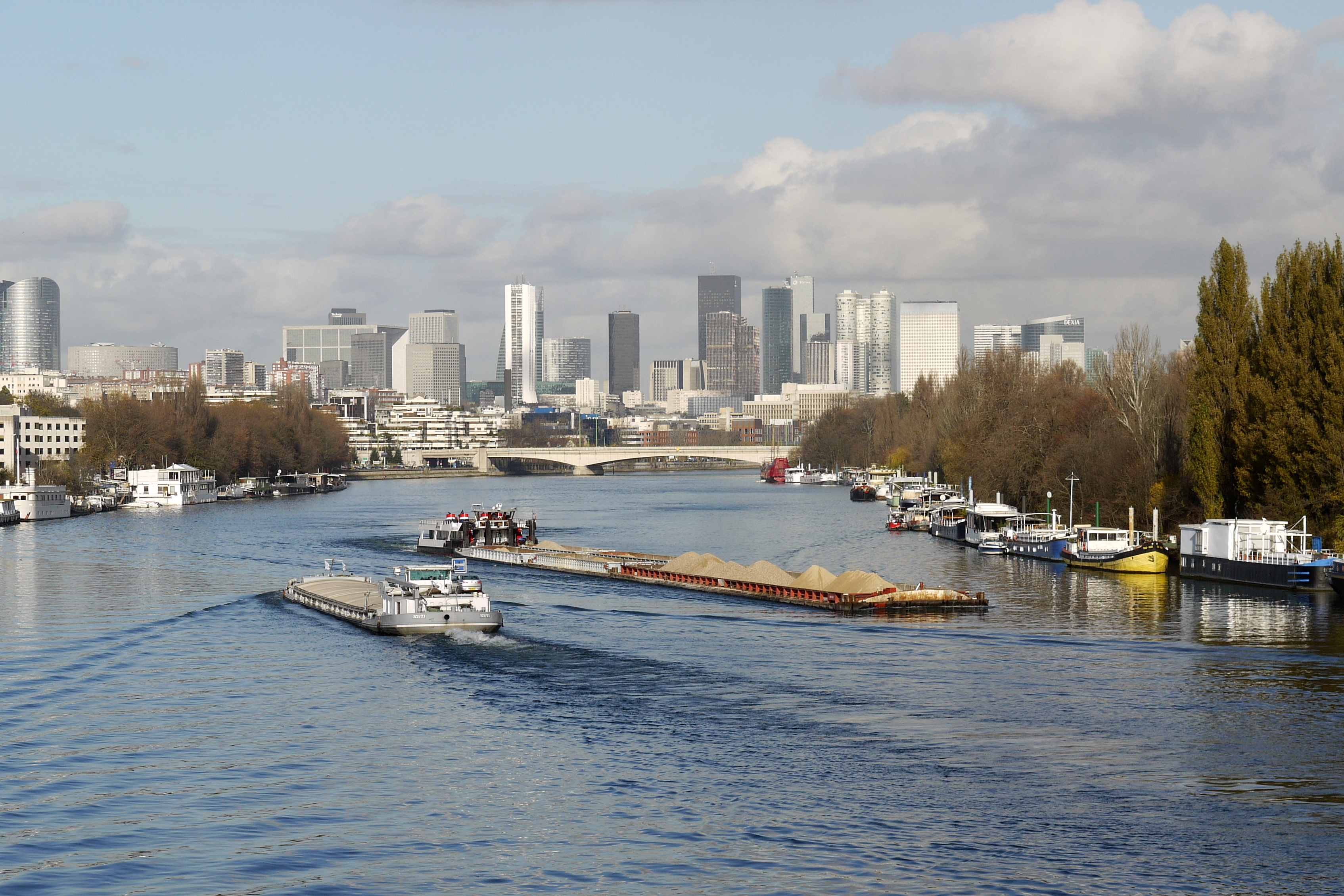
Deux péniches se croisent sur la Seine au niveau du bois de Boulogne.

Paris est le premier port fluvial de France avec un trafic de 21 millions de tonnes en 2005. Les installations du port sont échelonnées le long de la Seine et des canaux de la Ville de Paris : le canal Saint-Denis et le canal de l'Ourcq.
Les terminaux les plus importants sont le port de Gennevilliers et le port de Bonneuil-sur-Marne. L'activité est gérée par Ports de Paris. Le trafic est constitué majoritairement par les matériaux de construction (sable, gravier, déblais) (15,8 Mt), suivi par les produits agricoles (1,7 Mt), les combustibles (0,9 Mt) et les conteneurs (0,8 Mt).
Le trafic de marchandises par voie fluviale au port de Gennevilliers demeure relativement stable, la part des marchandises importées dans la région étant en moyenne le triple de celle des marchandises exportées. Le transport de conteneurs est, lui, en augmentation rapide et constante : il a été multiplié par quatre entre 2000 et 2007.

### Transport aérien
Le transport aérien de marchandises est quant à lui en augmentation constante : il a doublé entre 1998 et 2008.